# Схолястиково
Схолястиково (пол. Scholastykowo, нім. Scholastikowo) — село в Польщі, у гміні Ліпка Злотовського повіту Великопольського воєводства.
У 1975-1998 роках село належало до Пільського воєводства.